# Rendez-vous mit Dalida
Rendez-vous mit Dalida è un album della cantante italo-francese Dalida, pubblicato nel 1961 da Ariola Records.
L'album è stato creato per il mercato tedesco.

## Tracce
Lato A
1. Am Tag, als der Regen kam
2. Orfeo
3. Melodie aus alter Zeit
4. Äpfel und Birnen
5. Buenas noches mi amor

Lato B
1. Romantica
2. Milord
3. Glaub an mich
4. So verrückt
5. Tschau Tschau Bambina